# Mohrenmakak

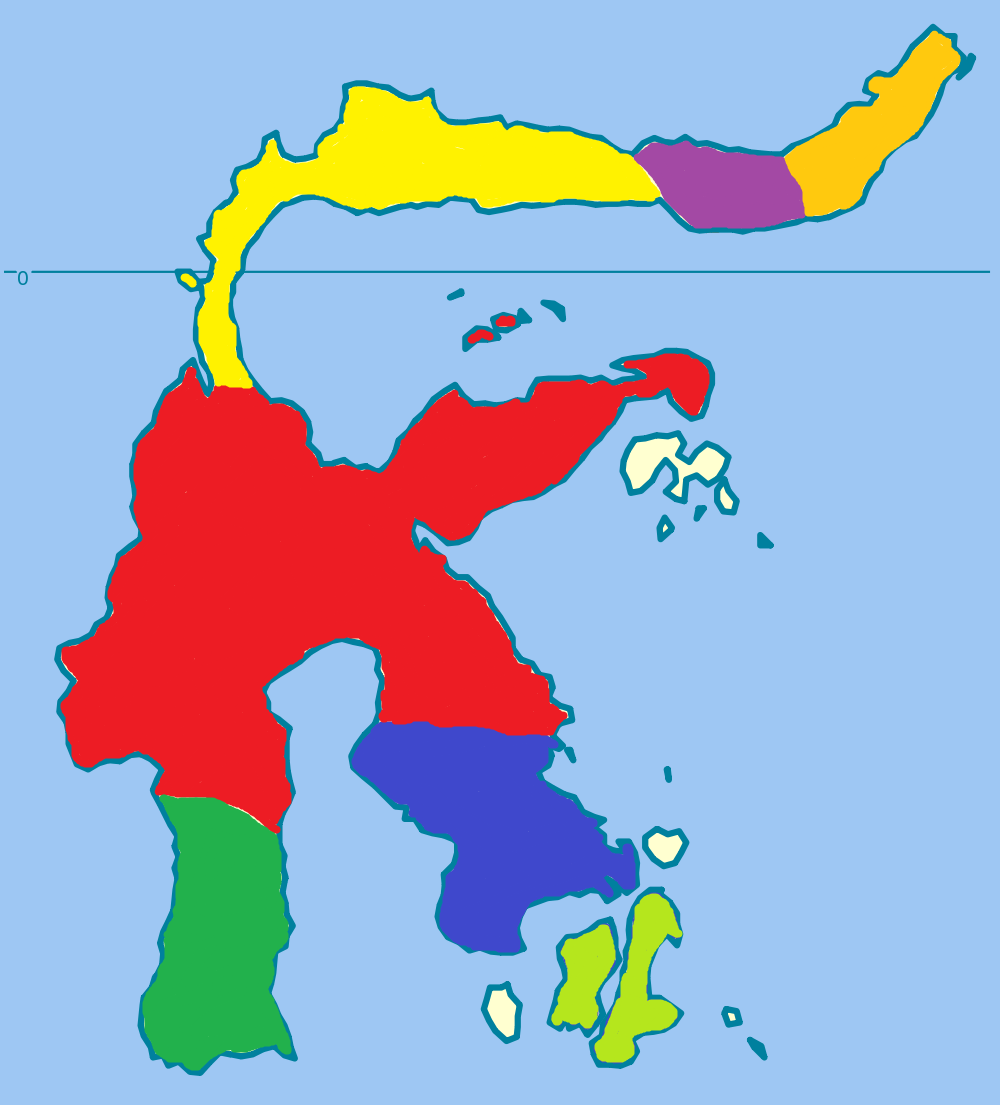
Grün das Verbreitungsgebiet des Mohrenmakaken

Der Mohrenmakak (Macaca maura) ist eine Primatenart aus der Gattung der Makaken innerhalb der Familie der Meerkatzenverwandten (Cercopithecidae).

## Merkmale
Das Fell der Mohrenmakaken ist überwiegend dunkelbraun oder dunkelgrau gefärbt, der hintere Bereich des Rumpfes kann hellgrau sein. Von anderen auf Sulawesi lebenden Makakenarten wie dem Schopfaffen unterscheidet er sich durch das Fehlen eines Haarschopfes und durch nur schwach ausgeprägte Backenleisten. Die Tiere erreichen eine Kopfrumpflänge von 60 bis 70 Zentimetern, der Schwanz ist nur ein kurzer Stummel. Männchen können bis zu 10 Kilogramm wiegen, Weibchen sind deutlich leichter.

## Verbreitung und Lebensweise
Mohrenmakaken leben ausschließlich auf der südwestlichen Halbinsel der Insel Sulawesi (früher Celebes), ihr Lebensraum sind vorwiegend tropische Regenwälder. Sie sind tagaktiv und leben sowohl am Boden als auch auf den Bäumen. Sie bilden Gruppen von 5 bis 25 Tieren, die aus mehreren Männchen und Weibchen sowie dem gemeinsamen Nachwuchs bestehen. Ihre Nahrung setzt sich aus Früchten (vorwiegend Feigen), Bambussamen, Knospen und Kleintieren zusammen.
Nach rund 160- bis 186-tägiger Tragzeit bringt das Weibchen meist ein einzelnes Jungtier zur Welt. Dieses wird nach 6 bis 12 Monaten entwöhnt und mit 2 bis 4 Jahren geschlechtsreif. Die Lebenserwartung kann bis zu 28 Jahre betragen.

## Bedrohung
Sie sind aufgrund der fortschreitenden Zerstörung ihres Lebensraums in ihrem ohnehin schon kleinen Verbreitungsgebiet gefährdet. Schätzungen zufolge leben nur mehr rund 1000 Exemplare dieser Tiere, die IUCN listet sie als stark gefährdet (endangered).